# Samuxlu
Samuxlu è un comune dell'Azerbaigian situato nel distretto di Bərdə. Conta una popolazione di 1 637 abitanti.